# Pasja ljubica
Pasja ljubica (smišljenica, lat. Viola canina), biljna vrsta iz porodice ljubičevki. jedna je od dvadesetak vrsta i podvrsta koje rastu po Hrvatskoj, a raširena je po velikim dijelovima Euroazije. Postoji nekoliko podvrsta
Gorska ljubica, Viola canina subsp. ruppii (All.) Schübl. & Martens, njezina je podvrsta, sinonim joj je Viola canina subsp. montana (L.) Hartman.

## Podvrste
- Viola canina subsp. canina
- Viola canina subsp. contracta (Vl.V.Nikitin) Vl.V.Nikitin
- Viola canina subsp. einseleana (F.W.Schultz ex Nyman) Erben
- Viola canina subsp. ruppii (All.) Schübl. & Martens
- Viola canina subsp. schultzii (Billot) Kirschleger
- Viola canina subsp. silvensis (Font Quer) O.Bolòs & Vigo